# Saga Jontoft
Saga Jontoft, född 18 augusti 2001, är en svensk fotbollsspelare som spelar för Lynn Fighting Knights och Åhus IF.

## Karriär
Jontofts moderklubb är Åhus IF. Hon spelade två matcher för A-laget i Division 4 2015. Säsongen 2016 gjorde Jontoft fyra mål på två matcher. Säsongen 2017 gjorde hon fem mål på 17 matcher i Division 3.
Inför säsongen 2018 gick hon till Kristianstads DFF. Jontoft debuterade i Damallsvenskan den 20 maj 2018 i en 2–0-vinst över FC Rosengård, där hon blev inbytt i den 85:e minuten mot Ogonna Chukwudi. Under säsongen 2019 spelade Jontoft både i Damallsvenskan för Kristianstads DFF och på lån i Elitettan-klubben Asarums IF.
I december 2019 värvades Jontoft av Vittsjö GIK. Under hösten 2020 var hon utlånad till moderklubben Åhus IF. Inför säsongen 2021 återvände Jontoft sedan till klubben. 2022 började hon studera vid Lynn University och spela för deras idrottsförening Lynn Fighting Knights.